# Luís Gastão de Saxe-Coburgo-Gota
Luís Gastão Clemente Maria Miguel Gabriel Rafael Gonzaga de Saxe-Coburgo e Bragança (Ebenthal, 15 de setembro de 1870 — Innsbruck, 23 de janeiro de 1942), foi um Príncipe de Saxe-Coburgo-Gota, filho mais novo da princesa Leopoldina do Brasil e de seu marido, o príncipe Luís Augusto de Saxe-Coburgo-Gota, Duque de Saxe.

## Biografia

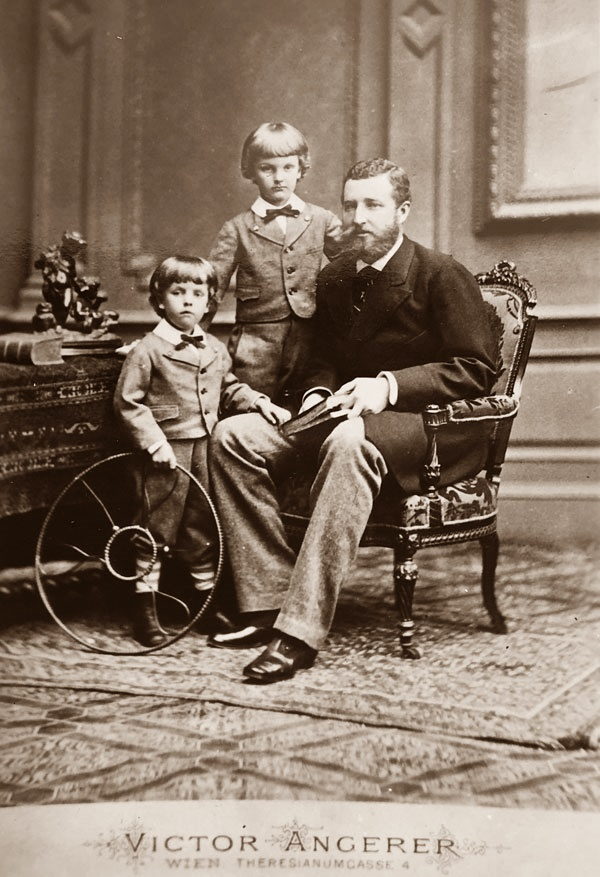
Luís com seu irmão José e seu pai Luís Augusto

Luís Gastão nasceu em 15 de setembro de 1870 no Castelo de Ebenthal, Ebenthal, Áustria-Hungria. Era o quarto e último filho da princesa Leopoldina do Brasil, e de seu marido, o príncipe Luís Augusto de Saxe-Coburgo-Gota. Por meio de sua mãe, o príncipe é, portanto, neto do imperador Pedro II do Brasil e de sua esposa, a princesa Teresa Cristina das Duas Sicílias, enquanto, por meio de seu pai, era neto do príncipe Augusto de Saxe-Cobourgo-Gota e de sua esposa, a princesa Clementina d'Orléans. Diferente de seus irmãos mais velhos, ele não manteve nacionalidade brasileira.
Após a morte de sua mãe de febre tifoide em 7 de fevereiro de 1871, um conselho de família é realizado para decidir o destino de José e seus irmãos órfãos. De acordo com os desejos de seus avós brasileiros, enquanto os dois mais velhos, Pedro e Augusto, se estabelecem, em Março de 1872 com os avós, no Brasil e são feitos príncipes do Brasil e herdeiros da coroa, os dois filhos mais novos, Luís e José, moram com o pai, que opta por ficar na Áustria.
Luís estudou na Academia Militar Teresiana em Wiener-Neustadt, onde se formou em 1892. Ele foi então promovido ao posto de tenente do quarto regimento Tiroler Jäger do exército austro-húngaro em Lienz. Em 1° maio de 1896, ele obtém a patente de primeiro tenente; em 29 de março de 1900, ele recebeu o comando do I° Tiroler Jäger-Regiment em Innsbruck e, em 1° maio de 1903, ele foi elevado ao posto de capitão. Ele deixa o exército em 8 de fevereiro de 1907.

## Casamentos e descendência

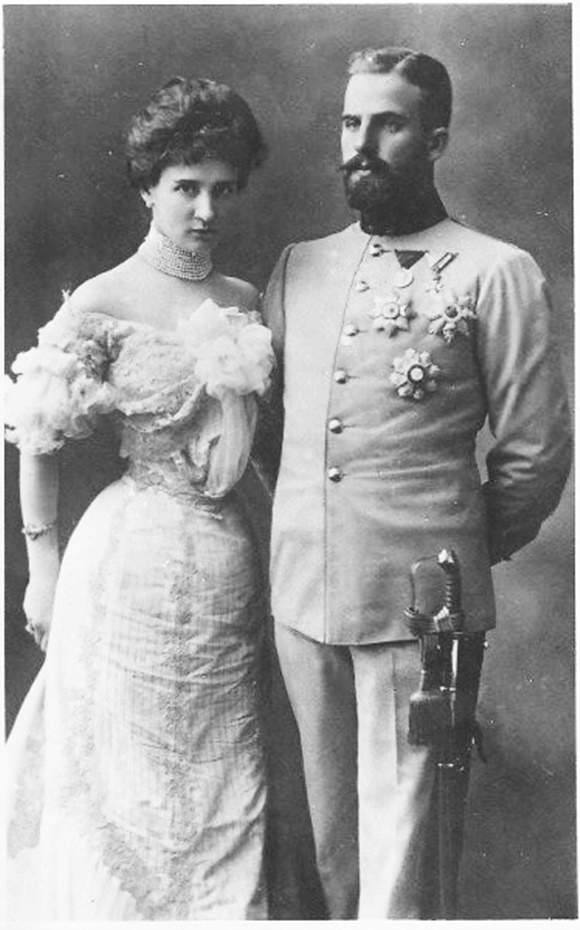
O príncipe Luís e sua esposa, a princesa Matilde da Baviera

Em 1 de maio de 1900, em Munique, Luís contrai uma união de prestígio ao se casar com a princesa Matilde da Baviera, sexta filha, terceira menina do rei Luís III da Baviera e de sua esposa, a arquiduquesa Maria Teresa da Áustria-Este.  Eles tiveram dois filhos:
- Antônio Maria Luís Clemente Eugênio Carlos Henrique Augusto Leopoldo Francisco Wolfgang Pedro José Gastão Alexandre Afonso Inácio Aluísio Estanislau de Saxe-Coburgo e Bragança (Innsbruck, 17 de junho de 1901 – Steyr, 1 de setembro de 1970). Casou-se em 14 de Maio 1938 com Luise Mayrhofer; sem descendência.[5]
- Maria Imaculada Leopoldina Francisca Teresa Isabel Santa Angélica Nicoleta de Saxe-Coburgo e Bragança (Innsbruck, 10 de setembro de 1904 – Varese, 18 de março de 1940). Não se casou.[6]

Luís Gastão ficou viúvo em outubro de 1906. Em 30 de novembro de 1907, ele desposou morganaticamente a condessa Anna de Trauttmansdorff-Weinsberg, em Bischofteinitz, filha de Karl, 4º Príncipe de Trauttmansdorff-Weinsberg, e da marquesa Josefina de Pallaviciniová. Eles tiveram uma filha:
- Josefina Maria Ana Leopoldina Amélia Clementina Luísa Teresa Gabriela Gonzaga de Saxe-Coburgo e Bragança (Schloss Vogelsang, 20 de setembro de 1911 – Stockdorf bei München, 27 de novembro de 1997). Casou-se em 12 de maio de 1937 com o barão Richard Friedrich de Baratta-Dragono, divorciou-se em 23 de fevereiro de 1945; com descendência.[7][8]

## Morte
Luís Gastão morreu em Innsbruck, aos setenta e um anos. Foi sepultado na Igreja de Santo Agostinho (Coburgo).

## Títulos e honras

### Títulos e estilos
- 15 de setembro de 1870 – 23 de janeiro de 1942: Sua Alteza Real, o Príncipe Luís Gastão de Saxe-Coburgo-Gota, Duque da Saxônia

### Honrarias
- Grã-Cruz da Ordem da Casa Ernestina da Saxônia

- Grã-Cruz da Ordem da Coroa da Saxônia

- Cavaleiro da Ordem de São Huberto